# Jogo eletrônico hipercasual
Um jogo eletrônico hipercasual é um jogo para celular que é fácil e gratuito para jogar, apresentando interfaces de usuário muito minimalistas. Popularizado por publicadoras de jogos eletrônicos como Ketchapp e Voodoo, esses jogos podem ser jogados rapidamente após o download, geralmente sem qualquer tutorial ou instruções. Eles também costumam usar um design 2D com um esquema de cores simples, aumentando sua simplicidade. Normalmente apresentam mecânica em loop infinito, sendo jogáveis por um período infinito de tempo, levando à sua natureza viciante. Esses jogos geralmente são jogados durante a multitarefa, por isso sua interface de usuário simples é essencial. Por causa da falta de uma economia robusta no jogo e do custo gratuito da maioria dos jogos hipercausais, a receita é gerada principalmente por anúncios.

## História
Os jogos hipercasuais para celular ganharam força em 2017, costumando ser visto como um gênero semelhante aos de jogos eletrônicos dos anos 1970, que careciam de design e jogabilidade detalhados. O primeiro jogo hipercasual que ganhou grande popularidade foi Flappy Bird, que teve mais de cinquenta milhões de downloads e gerava cerca de cinquenta mil dólares por dia em seu auge. Desde então, os jogos hipercasuais têm dominado as paradas de sucesso em várias lojas de jogos para celular, como a Google Play Store e a App Store. De acordo com o EEDAR, a maioria dos usuários de jogos eletrônicos móveis jogam durante a multitarefa e, devido à sua simplicidade, os jogos hipercasuais se tornaram cada vez mais populares entre esses usuários. Em 2016, a popular empresa de jogos Ubisoft comprou a Ketchapp, uma das pioneiras dos jogos hipercasuais). Em 2017, a Goldman Sachs investiu duzentos milhões de dólares na empresa de jogos hipercasuais Voodoo.